# Chloothea zonata
Chloothea zonata är en insektsart som beskrevs av Alexander Fyodorovich Emeljanov 1959. Chloothea zonata ingår i släktet Chloothea och familjen dvärgstritar. Inga underarter finns listade i Catalogue of Life.